# 寧西線
寧西線（ねいせいせん、中文表記: 宁西铁路、英文表記: Nanjing–Xi'an Railway）とは、江蘇省南京市の南京駅と陝西省西安市の新豊鎮駅を結ぶ、全長1075.69kmの鉄道路線である。
寧西の寧は南京の古名である江寧から、西は西安の西からとられている。

## 概要
寧西線は中国国鉄の主要幹線である「八縦八横」の一つであり、南京と西安を直結する路線として計画された。東の起点は江蘇省南京市で、途中安徽省合肥市、六安市、河南省信陽市、南陽市、湖北省随州市を通過した後、秦嶺山脈を越えて陝西省に入る。陝西省に入った後、商洛市、渭南市を通り、西安市新豊鎮駅で隴海線と合流する。寧西線の終点は新豊鎮駅であるが、全ての列車が隴海線に乗り入れて、西安駅まで直通運転を行う。
寧西線の工事は、まず新豊鎮～合肥間（全長967.6km）から始められ、2000年5月28日に建設が開始され、2004年1月7日に正式に開通した。第二期工程は合肥～南京間で、2005年7月21日に建設が開始され、2008年4月18日に開通した。その後、2009年4月18日からは新豊鎮～合肥間で複線化工事が開始された。
寧西線は江蘇省内を約26km、安徽省内を約240km、湖北省内を約18km、河南省内を約531km、陝西省内を約155km通過する。そのうち南京駅～葉集駅間は上海局、祖師廟駅～小林駅間は武漢局、月亮店駅～富水駅間は鄭州局、商南駅～新豊鎮駅間は西安局の管轄となる。

## 接続路線
- 南京駅: 京滬線、寧啓線（中国語版）、寧銅線（中国語版）
- 合肥駅: 合武線、淮南線（中国語版）、合九線（中国語版）
- 潢川駅: 京九線
- 信陽駅: 京広線
- 随州駅: 漢丹線
- 南陽駅: 焦柳線
- 新豊鎮駅: 隴海線
- 西安駅: 隴海線、西康線、西延線（中国語版）